# NGC 1638
NGC 1638 é uma galáxia lenticular (SB0) localizada na direcção da constelação de Eridanus. Possui uma declinação de -01° 48' 30" e uma ascensão recta de 4 horas, 41 minutos e 36,4 segundos.
A galáxia NGC 1638 foi descoberta em 1 de Fevereiro de 1786 por William Herschel.